# بیلی مینتر
بیلی مینتر (انگلیسی: Billy Minter; ۱۶ آوریل ۱۸۸۸ – ۲۱ مهٔ ۱۹۴۰) بازیکن فوتبال اهل بریتانیا بود.
از باشگاه‌هایی که در آن بازی کرده‌است می‌توان به باشگاه فوتبال آرسنال و باشگاه فوتبال تاتنهام هاتسپر اشاره کرد.